# Materiały archiwalne

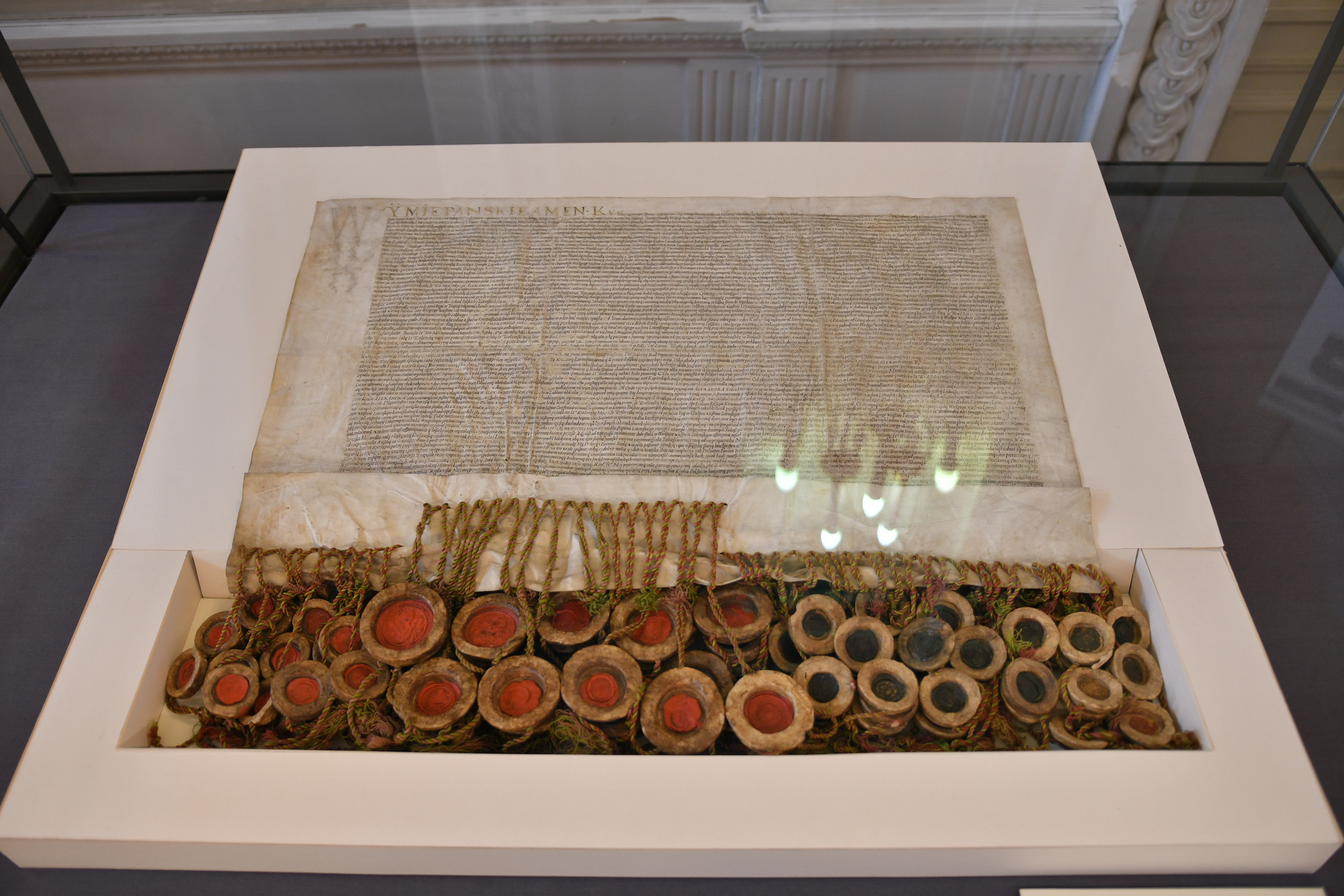
Materiał archiwalny (oryginał aktu Unii lubelskiej)

Materiały archiwalne (archiwalia) – zgodnie z polskim prawem archiwalnym, dokumenty przechowywane wieczyście, oznaczane symbolem kategorii archiwalnej „A”; materiały archiwalne powstają m.in. w jednostkach organizacyjnych wytypowanych i znajdujących się pod nadzorem właściwego archiwum państwowego. Zgodnie z Ustawą archiwa państwowe mają prawo objąć nadzorem jedynie państwowe jednostki organizacyjne.
Przy obejmowaniu nadzorem archiwalnym jednostek organizacyjnych uwzględniany jest m.in.: rodzaj jednostki organizacyjnej, przedmiot i charakter jej działalności, znaczenie dla regionu lub kraju. W momencie objęcia nadzorem archiwum państwowego jednostka taka staje się wytwórcą materiałów archiwalnych.
Do materiałów archiwalnych zalicza się m.in. następujące rodzaje dokumentów wytwarzanych przez ww. jednostki:
- statuty, regulaminy, schematy organizacyjne,
- protokoły z posiedzeń organów kolegialnych,
- sprawozdania, plany, analizy,
- dokumentację kadrową w przypadku osób mających znaczenie dla regionu lub kraju,
- księgi stanu cywilnego,
- rejestry publiczne (hipoteki; notariaty, rejestry zastawów),
- akta sądowe,
- oryginały map, planów,
- dokumentację techniczną o istotnym znaczeniu,

a także:
- Instrukcję kancelaryjną i Instrukcję archiwalną oraz ewidencję zasobu archiwum zakładowego.

Szczegółowe zasady postępowania z współcześnie powstającymi materiałami archiwalnymi określają: Ustawa o narodowym zasobie archiwalnym i archiwach z 14 lipca 1983 (Dz.U. z 2020 r. poz. 164) i akty wykonawcze do niej.